# Моја академија хероја
Моја академија хероја (јап. 僕のヒーローアカデミア, Boku no Hero Academia) је јапанска манга серија о суперхеројима, коју је написао и илустровао Кохеј Хoрикоши. Серијализовала се у магазину Weekly Shōnen Jump од јула 2014. до августа 2024. године. Прича прати Изука Мидорију, дечака рођеног без супермоћи (звани „квиркови”) у свету где су оне уобичајене, али који ипак сања да и сам постане херој. Запажа га All Might, најбољи херој у Јапану, који одлучује да подели свој квирк са Мидоријом након што је видео његов потенцијал, и касније му помаже да се упише у престижну школу за тренирање хероја. 
Манга је адаптирана у аниме серију у продукцији студија Bones. Прва сезона се емитовала у Јапану од 3. априла до 26. јуна 2016. године, праћена другом сезоном од 1. априла до 30. септембра 2017. године, затим трећом сезоном емитованом од 7. априла до 29. септембра 2018., четвртом од 12. октобра 2019. до 4. априла 2020. године, петом од 27. марта до 25. септембра 2021., шестом од 1. октобра 2022. до 25. марта 2023. године. Седма сезона се емитовала од 4. маја до 12 октобра 2024. године. Последња сезона ће почети са емитовањем 4. октобра 2025. године. Анимирани филм назван Boku no Hero Academia the Movie: Futari no Hero je избачен 3. августа 2018. године. Други анимирани филм је назван Boku no Hero Academia the Movie: Heroes:Rising је избачен 20. децембра 2019. године. Трећи анимирани филм је назван Boku no Hero Academia the Movie: World Heroes' Mission и изашао је 6. августа 2021. године. Четврти анимирани филм је назван Boku no Hero Academia the Movie: You're Next и  изашао је 2. августа 2024. године. Постоје планови за играни филм у продукцији Legendary Entertainment-a. 
Манга је 2019. године освојила Харви награду за најбољу мангу. До априла 2024. године, манга је продата у преко 100 милиона копија.

## Заплет
У свету у ком већина људске популације поседује супермоћи, познатије као „квиркови,” Изуку Мидорија сања да постане херој упркос томе што га његов насилни пријатељ из детињства, Бакуго Кацуки, стално исмева јер нема квирк. Оба дечака обожавају једног од најбољих хероја на свету, All Might, кога обојица упознају. Изуку је један од ретких који је случајно сазнао за критичну повреду коју је All Might крио од јавности да би очувао морал. All Might такође открива природу свог квирка „Један за Све” и прослеђује га Изуку са намером да га наследи након што је видео дечакову одлучност док је био очи у очи са опасношћу. Како Изуку отпочиње свој пут ка постајању хероја уписујући се у У. А. средњу школу заједно са Бакугом и пријатељима које су стекли у њиховом разреду 1-А, непријатељ свим корисницима „Један за Све” звани Све за Једног условљава свог шегрта Томуру Шигаракија да уништи тренутно друштво и све хероје у њему.

## Медији

### Манга
Моја академија хероја је дело мангаке Кохеја Хорикошија. Води порекло од кратке приче Мој херој коју је Хорикоши желео да претвори у серију пратећи крај његове претходне манге Бараж. Манга се серијализовала у часопису Weekly Shōnen Jump од 7. јула 2014. до 5. августа 2024. године, са поглављима сакупљеним у укупно 42 танкобона.
Спин-oф серија под називом Boku no Hero Academia Smash! од аутора Хирофуми Неде је покренута у дигиталној апликацији Shōnen Jump+ 2. новембра 2015. године, а завршила се 2. новембра 2017. године са укупно 5 танкобона. Још једна спин-оф серија, Vigilante: Boku no Hero Academia Illegals, објављивала се у Shōnen Jump+ апликацији од 20. септембра 2016. до 28. маја 2022. године са укупно 15 танкобона. Vigilante: Boku no Hero Academia Illegals манга је добила аниме адаптацију која се емитовала од 7. априла до 30. јуна 2025. године. Манга је добила специјално поглавље које је објављено у дигиталној апликацији Shōnen Jump+ 15. априла 2025. године. Друга сезона је најављена за 2026. годину. Трећа спин-оф серија, Boku no Hero Academia: Team Up Mission од Јоко Акијаме, започела је сериализацију у магазину Saikyō Jump 2. августа 2019. године, са пролог поглављем који је изашао у часопису Jump GIGA 25. јула 2019. године. Манга се завршила 4. јануара 2025. године.

### Аниме
Званични твитер налог је 29. октобра 2015. године објавио је да ће Моја академија хероја добити аниме адаптацију у продукцији студија Боунс. Са најављеним анимеом, Тохо је регистровао име домена heroaca.com као веб страницу анимеа. Аниме је режирао Кенџи Нагасаки, a написаo Јосуке Куроде. Дизајн ликова радио је Јошико Умакоши, а музику је компоновао Јуки Хајаши. У анимеу се појављује Марина Инове као Момо Јаојорозу, Јошимаса Хосоја као Фумикаге Токојами, Даики Јамашита као Изуку Мидорија, Кента Мијаке као Ол Мајт, Нобухико Окамото као Кацуки Бакуго, Ајане Сакура као Очако Урарака, Каито Ишикава као Тења Ида, Аои Јуки као Цују Асуи, и Рју Хирохаши као Минору Минета. Аниме је премијерно приказан на МБС-у и осталим станицама Јапан Њуз Нетворка у 17 часова, недељом по јапанском времену. Уводна шпица је  коју изводи група Porno Grafitti, а одјавна шпица је  коју изводи .
Фанимејшн је у марту 2016. године објавио да су успешно лиценцирали међународна права за услуге стриминга, издавање у виду кућних и телевизијских емисија и права на робу. Universal Pictures UK је у име Фанимејшна дистрибуирао прву сезону у Великој Британији и Ирској, Sony Pictures UK другу сезону, и Manga Entertainment следеће сезоне. У Аустралији и Новом Зеланду Universal Sony Pictures Home Entertainment је дистрибуирао прве две сезоне у име Фанимејшна, а Madman Entertainment је дистрибуирао 3. сезону и надаље.
Друга сезона је била најављена у 30. броју часописа Weekly Shōnen Jump, 2016. године. Њена премијера је била 1. априла 2017. године на NTV-у и YTV-у, и завршена је 30. септембра 2017. године. Особље и глумци из прве сезоне радили су и на овој сезони. Прва уводна шпица је  коју изводи Кенши Јонезу, а прва одјавна шпица је Dakara, Hitori ja nai групе Little Glee Monster. Друга уводна шпица је  коју изводи јапански рок бенд амазараши, а друга одјавна шпица је Datte Atashi no Hero. коју изводи .
Трећа сезона је најављена у 44. броју часописа Weekly Shōnen Jump 2017. године. Енглеска синхронизација је премијерно приказана 7. априла 2018. године. Прва уводна шпица је Odd Future од UVERworld-а док је прва одјавна шпица Update од миве. Друга уводна шпица је Make my story од Lenny Code Friction-а, а друга одјавна шпица је Long Hope Philia од Масаки Суде.
Фанимејшн је 19. априла 2018. године објавио да ће се серија емитовати на Adult Swim−овом Toonami блоку почевши од 5. маја.
Четврта сезона је била најављена у 44. броју часописа Weekly Shōnen Jump 2018. године. Ово је било потврђено касније, са емитовањем последње епизоде треће сезоне, 29. септембра 2018. године. Веб сајт Моје Академије Хероја је 19. децембра 2018. године потврдио датум изласка 4. сезоне који је био 12. октобар 2019. године заједно са постером. Фанимејшн је премијерно приказао прву епизоду 4. сезоне, синхронизовану на енглески, на аниме конвенцији Anime Expo, 6. јула 2019. године. Кенџи Нагасаки је био главни директор четврте сезоне са Масахиром Мукаијем који је био директор. Фанимејшн и Madman Entertainment су премијерно приказали прву епизоду енглеске синхронизације у Аустралији, на Мадман аниме фестивалу у Мелбурну и Перту 14. септембра и 4. октобра 2019. године. Прва уводна шпица је POLARIS групе Blue Encount, док је прва одјавна шпица Kōkai no Uta од Сајури. Друга уводна шпица је Star Marker од бенда KANA-BOON, а друга одјавна шпица је Shout Baby од Рјокуошоку Шакаија.
Пета сезона је најављена у 18. броју часописа Weekly Shōnen Jump у априлу 2020. године, на крају последње епизоде четврте сезоне.

### Дугометражни филмови
Први аниме филм је објављен у децембру 2017. године и садржи оригиналну причу. Филм се зове Boku no Hero Academia The Movie: Futari no Hero и премијерно је приказан на Anime Expo−у 5. јула 2018. године. Приказивање у Јапану је почело 3. августа 2018. године. Компанија Фанимејшн је најавила да ће се филм приказивати у САД и Канади од 25. септембра 2018 до 2. октобра 2018.
У октобру 2018. године, компанија Legendary Entertainment стекла је права за продукцију играног филма.
У марту 2019. је објављено да је други филм у продукцији. На званичном Твитер налогу, у јулу 2019, је откривен назив филма Boku no Hero Academia the Movie: Heroes:Rising. Премијера је одржана 20. децембра 2019. године.
 Трећи филм,  је изашао 6. августа 2021., и четврти филм,  је изашао 2. августа 2024. године.

### Видео игре
Видео игра, Моја академија хероја: Битка за све, базирана на анимеу је објављена у новембру 2015. Игру је развила компанија Dimps, а објавила Bandai Namco Entertainment за Nintendo 3DS конзолу. Друга видео игра Мој херој: Jедна правда је објављена за PlayStation 4, Nintendo Switch, Xbox One и Microsoft Windows у октбору 2018. Изуку Мидорија, Ол Мајт и Кацуки Бакуго се такође појављују као ликови у кросовер игри Jump Force. Трећи наставак серијала ове видео игре, Мој херој: Jедна правда 2, ће бити објављен у Јапану на Nintendo Switch, Xbox One, PlayStation 4 и PC.

### Мјузикли
мјузикл најављен је 2018. године и одржан од 12. до 29. априла 2019. у Токију и Осаки. Представу је режирао Цунејасу Мотојоши. Сценариста је Хидејуги Нишимори, а кореограф Умебо. Музику је компоновао Шунусуке Вада. Друга представа My Hero Academia: The "Ultra" Stage: A True Hero је требало да се одржи од 6. марта до 25. априла 2020. Због пандемије Корона вируса, одложен је за јул 2020.

## Одзив
Манга је била номинована за многе награде од којих су неке: Manga Taishō 2015, Kodansha Manga Award у категорији за шонен 2016, Angoulême International Comics Festival, Harvey Awards. Освојила је Sugoi Japan Award и Japan Expo Awards награде у 2017, а у 2019. Harvey Award награду за најбољу мангу.
Први део је продат у 71,575 копија. Остали делови су били једнако успешни. Моја академија хероја је шеста најпродаванија манга у 2019. г.  Исте године се нашла на 37. месту на деветнаестој Book of the Year листи Da Vinci магазина.
Алекс Осборн из IGN-a је оценио овај аниме позитивном оценом и лепим критикама. Године 2019. Полигон и IGN су именовали овај аниме за најбољи аниме 2010-их година.
Запажено је да је прича инспирисана елементима из стрипова о суперхеројима, попут њених ликова. Због популарности стрипа, његови ликови су коришћени за промоцију филма Осветници: Рат бескраја.
Почетком 2020. године манга је изазвала контроверзу у Јужној Кореји и Кини због наводног упућивања на јединицу 731, злогласну јединицу јапанске армије, познату по вивисекцији заробљених кинеских, корејских и руских појединаца, и тамо уклоњена из дистрибуције.